# ShareX
ShareX 是一个自由及开放源码的截图录屏软件(以GPL许可证发布)，目前仅支持Windows系统。项目源代码在GitHub平台上发布， 軟件可以在Microsoft商店 和Steam上下載。

## 功能

### 屏幕截图
ShareX可用于捕获全屏或部分屏幕截图（PNG格式），比如矩形捕获和窗口捕获，也可以使用FFmpeg录制视频。捕获的截图可以使用内置的“ShareX图像编辑器”进行注释和编辑，或者添加图像特效和水印。在截图时，你也可以对截图之前的屏幕上的东西进行模糊/像素化、绘制和高亮。

### 共享
截图后，可以将屏幕截图导出为图像文件、电子邮件附件、打印机、剪贴板，或上传到远程主机（如许多流行的图像托管服务）、通过FTP来传输文件。如果图像上传到远程主机，则可以将其生成的URL复制到剪贴板上。

### 其他工具
屏幕拾色器、二维码识别、校验工具（哈希检查）、屏幕标尺、图像组合器、图像缩略图生成器等。

## 开发历程
ZScreen项目始于2007年，起初托管在SourceForge上，于2008年移至Google Code。2010年，一个叫做ZUploader的并行项目启动，重新编写ZScreen的核心。
2012年，ZScreen的所有功能被移植到ZUploader，ZUploader随后被重新打包并作为ShareX发布。
2013年，由于Google Code放弃了对托管下载的支持，该项目被移至GitHub上。